# Устрине
44°44′ пн. ш. 14°24′ сх. д. / 44.74° пн. ш. 14.40° сх. д.
Устрине (хорв. Ustrine) — населений пункт у Хорватії, в Приморсько-Горанській жупанії у складі міста Малий Лошинь.

## Населення
Населення за даними перепису 2011 року становило 22 осіб.
Динаміка чисельності населення поселення:

## Клімат
Середня річна температура становить 14,42 °C, середня максимальна – 27,14 °C, а середня мінімальна – 2,33 °C. Середня річна кількість опадів – 978 мм.
| Клімат поселення                              | Клімат поселення | Клімат поселення | Клімат поселення | Клімат поселення | Клімат поселення | Клімат поселення | Клімат поселення | Клімат поселення | Клімат поселення | Клімат поселення | Клімат поселення | Клімат поселення | Клімат поселення |
| Показник                                      | Січ.             | Лют.             | Бер.             | Квіт.            | Трав.            | Черв.            | Лип.             | Серп.            | Вер.             | Жовт.            | Лист.            | Груд.            |                  |
| Середній максимум, °C                         | 9,94             | 9,90             | 12,81            | 16,31            | 21,19            | 25,41            | 27,14            | 27,12            | 22,46            | 18,16            | 13,21            | 10,54            |                  |
| Середня температура, °C                       | 6,15             | 6,09             | 9,03             | 12,51            | 17,42            | 21,62            | 24,09            | 24,05            | 19,41            | 15,09            | 10,16            | 7,50             |                  |
| Середній мінімум, °C                          | 2,36             | 2,33             | 5,24             | 8,73             | 13,61            | 17,83            | 21,00            | 21,01            | 16,34            | 12,04            | 7,09             | 4,43             |                  |
| Норма опадів, мм                              | 83               | 68               | 67               | 71               | 63               | 69               | 39               | 64               | 103              | 123              | 128              | 100              |                  |
| Середньомісячна швидкість вітру, м/с          | 3.11             | 3.30             | 3.34             | 3.15             | 2.81             | 2.67             | 2.65             | 2.64             | 2.79             | 3.06             | 3.46             | 3.36             |                  |
| Середньомісячна сонячна радіація, кДж/м²·день | 4668             | 7420             | 10971            | 15624            | 20195            | 21854            | 23366            | 20074            | 14777            | 9499             | 5074             | 3934             |                  |
| --------------------------------------------- | ---------------- | ---------------- | ---------------- | ---------------- | ---------------- | ---------------- | ---------------- | ---------------- | ---------------- | ---------------- | ---------------- | ---------------- | ---------------- |
| Джерело:                                      |                  |                  |                  |                  |                  |                  |                  |                  |                  |                  |                  |                  |                  |